# Glens Falls, New York

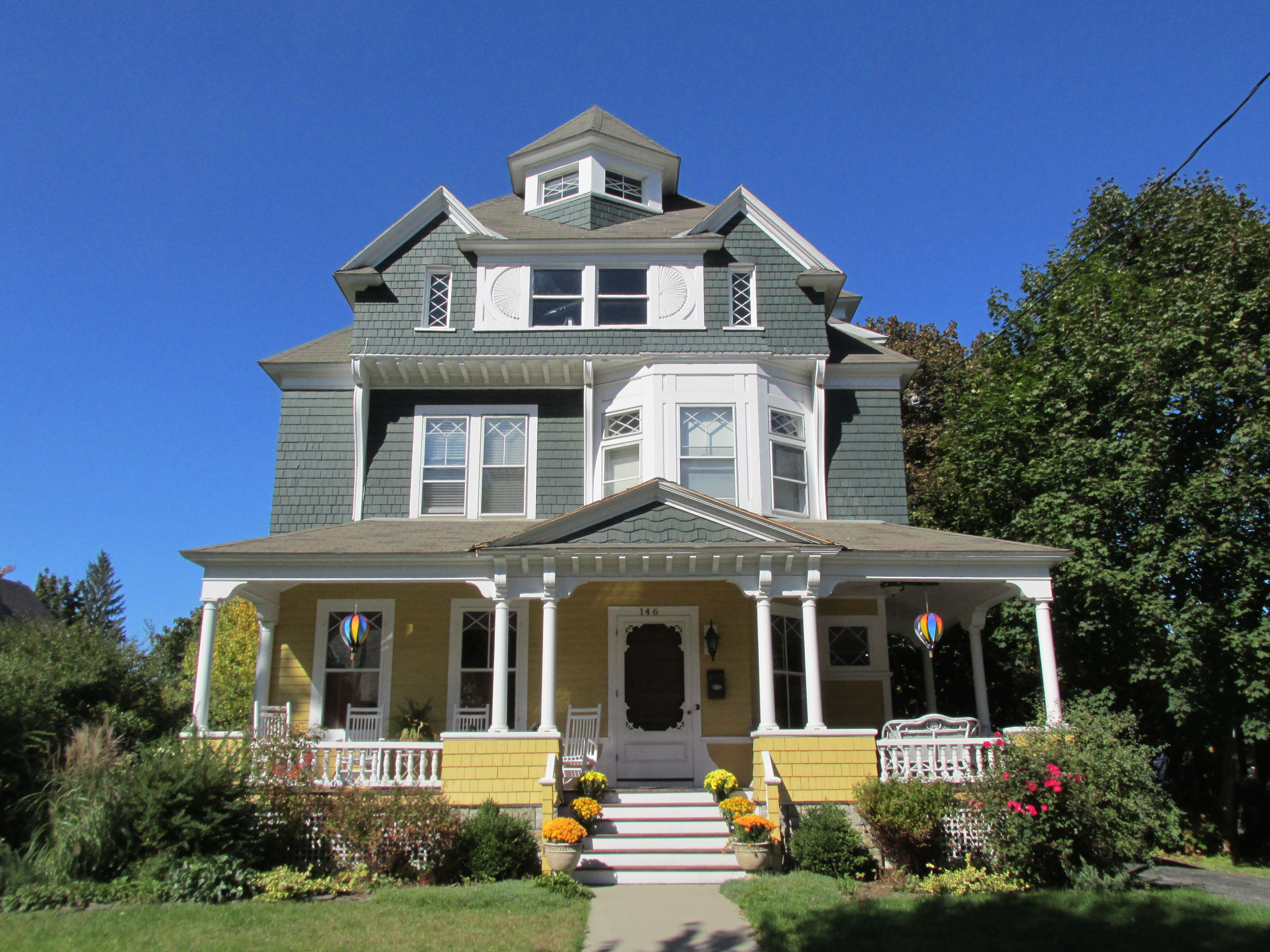

Glens Falls, New York là một thành phố thuộc quận Warren trong bang New York, Hoa Kỳ. Glens Falls là một phần của khu vực thống kê đô thị có dân số đô thị có dân số 14.700 người theo điều tra dân số Hoa Kỳ năm 2010. Tên gọi này được đưa ra bởi Đại tá Johannes Glen, giảm đề cập đến một thác nước lớn trên sông Hudson ở phía nam của thành phố.
Glens Falls nằm ở góc phía đông nam của quận Warren, bao quanh bởi các thị trấn Queensbury phía bắc, phía đông và phía tây, và bên bờ sông Hudson và quận Saratoga ở phía nam. Glens Falls được biết đến như "Hometown U.S.A.", một danh hiệu do tạp chí Look vào năm 1944. Thành phố cũng đã được gọi đến chính nó như là "Thành phố Empire."